# Polizeiruf 110: Hexen brennen
Hexen brennen ist ein Fernsehfilm aus der ARD-Krimireihe Polizeiruf 110. Der vom MDR produzierte Beitrag ist die 400. Polizeiruf 110-Episode und wurde am 30. Oktober 2022 im Ersten ausgestrahlt. Es ist der 16. Fall für die von Claudia Michelsen verkörperte Magdeburger Ermittlerin Doreen Brasch.

## Handlung
Am Morgen nach Halloween wird am Brocken bei Thalrode in der Asche eines Hexenfeuers die verkohlte Leiche der 32-jährigen Tanja Edler gefunden. Sie war an den Folgen einer Folter gestorben und dann verbrannt worden. Hauptkommissarin Doreen Brasch ermittelt, dass Tanja Edler vor etwa einem Jahr aus Berlin in ihren Heimatort zurückgekehrt war, um dort die Leitung der familieneigenen Hotels und Restaurants zu übernehmen. Hier hatte sie sich einem spirituellen Frauenheilkreis der Ärztin Peggy Sasse angeschlossen.
Nach einigen Tagen wird auch die verkohlte Leiche von Peggy Sasse in einem weiteren Feuer aufgefunden, ebenfalls mit typischen Spuren von Hexenfoltern. Am Abend zuvor hatte Doreen Brasch die Leiche eines Hundes vor dem Wohnhaus der Ärztin liegen gesehen. Lemp unterstützt Brasch ab dem Fund der zweiten Leiche bei den Ermittlungen vor Ort und nimmt Kontakt zu den Männern im Dorf auf, die ein merkwürdiges Verhalten den Frauen gegenüber zeigen und auch mit Brasch nicht kooperieren wollten.

## Hintergrund
Der Film wurde vom 7. Oktober bis zum 5. November 2021 in Magdeburg und überwiegend im Harz gedreht. Die Drehorte im Harz waren die Sandhöhlen bei Blankenburg, das Hamburger Wappen bei der Teufelsmauer, die Bergkirche mit Friedhof und das Hotel „Brockenscheideck“ in Schierke und die Innenstadt von Osterwieck.

## Rezeption

### Kritiken
„Mal wieder ein Sonntagabend-Krimi, der viel will – also zu viel. Dass schließlich Franz, der Scheißköter, zu reden anfängt, wenn auch nur zu sich selbst – das ist definitiv zu viel. Wenn allerdings Menschen miteinander sprechen, kommt das Halloween-Stück doch auf Touren, die Dialoge sind wie immer dann besonders schön, wenn sie der Lakonie vertrauen.“

„Der schwache Krimi „Polizeiruf 110: Hexen brennen“ tut einen Tag vor Halloween zwar alles, um geheimnisvoll und gespenstisch rüberzukommen. Doch genau das gelingt dem von Regisseurin Ute Wieland verantworteten Film nicht.“

### Einschaltquoten
Bei der Erstausstrahlung von Polizeiruf 110: Hexen brennen am 30. Oktober 2022 verfolgten in Deutschland insgesamt 7,23 Millionen Zuschauer die Filmhandlung, was einem Marktanteil von 25,4 Prozent für Das Erste entsprach. In der als Hauptzielgruppe für Fernsehwerbung deklarierten Altersgruppe von 14–49 Jahren erreichte Hexen brennen 1,10 Millionen Zuschauer und damit einen Marktanteil von 16,6 Prozent in dieser Altersgruppe.